# I Do (filme)
I Do (Sim, Aceito! (título em Portugal) ) é um curta-metragem norte-americano de 1921, do gênero comédia, estrelado por Harold Lloyd. O curta é notável por ter um casamento dos desenhos animados na primeira cena.

## Elenco
- Harold Lloyd - o Garoto
- Mildred Davis - a Garota
- Noah Young
- Jackie Morgan
- Jackie Edwards
- Irene De Voss